# Согбо
Согбо(інші назви Шонго,Санго)- дух вуду, що викликається для вирішення проблем в суді, пошуку злочинців, виклику грому і для залучення протилежної статі. Тобто це вельми універсальний дух, який користується великою популярністю в Вуду. Іноді його називають духом вина і задоволень.
Для позначення Согбо, на вівтарі поруч з його Веве, можна поставити фігурку сокири (двосторонньої), виготовленої з дерева (бажано кедра).
Кольори Шанго - червоний і білий. Гарний день для спілкування з ним - п'ятниця.
Приношення Шанго, це солодощі, стиглі яблука, червоне вино, гранати, гілочки сосни і пальмова олія. З жертовних птахів, він воліє червоних півнів.
На шиї можна носити намисто з дерев'яних намистин, на нитку нанизують 6 червоних намистин і 6 білих намистин, потім 1 червону і 1 белуют чергують 6 разів, можна повторити це чергування для додання намисте необхідної довжини. Деякі ніамбо носять намиста з намистин, що звисають до пояса і нижче.
Виклик вуду Согбо:
Шанго бами ідаво ілему Фумі Алайа

Тілані нітосі ки ко гбамі ми ре оро
Нігла ти ва Обінн ки кігбо ні а Орін оті гбогбо омо
Ні гбогбо ві куелу Куїк беру ні тоси ділово Ікава силі
Мі Іво Багбі баба наміки єва на ки ні Окан ні тоси
Кунле ні верба ні ре ледве се ати ві

Шанго Аламо обидва Лайон на мулі Огбонна.